# Сиджиуты
Сиджиу́ты (монг. Сэжиүд, Шижүүд, Шижиүд, Шижигуд, Шижинүүд, Шэжинүүд) — одно из племен, входивших в нирунскую ветвь монголов. В настоящее время этническая группа в составе халха-монголов, тумэтов, монголжинов, баргутов, хотогойтов.

## История
Судя по «Сокровенному сказанию монголов», Шижигудай, сын Начин-Баатура, рожденный от законной супруги, образовал род сиджиутов (Монголын нууц товчоо: § 46). Согласно «Сборнику летописей», племя сиджиут (шижиүд) ведет свое происхождение от сына Чаожин Өртэгэя, младшего сына Хайду-хана, т. е. племя происходит от подданных предков Чингисхана. Известно, что Начин-Баатур и Хайду-хан — представители одного времени, родились примерно в середине 20-х гг. XI в., соответственно, род шижиүд (сиджиут) возник в середине XI в. «Сборник летописей» гласит, что из племени сиджиут вышло много известных людей. Еще при своей жизни Чингисхан отдал старшему сыну Джучи подданных из племени сиджиут, и некоторые из них во времена Бату-хана возглавляли войска.
Шижигуд и сиджиут — два варианта названия одного рода, лишь по-разному обозначены в источниках. Основой слова, видимо, является слово шижин, от которого и произошло шижиүд ~ шижиүдэй (шижигудай) путем прибавления аффикса множественного числа. Шижиүдэй означает человека из рода шижин. Название шижиуд образовалось путём присоединения к нему аффикса -уд (-ууд), что очевидно из «Сборника летописей».
Несмотря на то, что часть людей из рода шижинүүд перекочевала в XIII в. в Золотую Орду, большинство всё же остались на своей родине. Однако оставшиеся на монгольской земле шижин были значительно раздроблены.

## Современность
Во Внутренней Монголии среди восточных тумэтов имеется род шижид, а среди монголжин — род шижингүүд.
В Монголии шижид зарегистрированы в сомоне Халхгол Восточного аймака, шээжин (шэжин) — в сомоне Өмнөдэлгэр Хэнтэйского аймака. Шижид, шижингүд и шээжин представляют собой разные варианты названия одного и того же рода шижин. Кроме этого, в сомонах Цагаандэлгэр, Говь-Угтаал, Баянжаргалан и Өндөршил Восточно-Гобийского аймака; сомонах Эрдэнэцагаан Сүхбаатарского аймака; сомонах Орхон и Сайхан Булганского аймака; сомонах Баянжаргалан, Мөнгөнморьт, Эрдэнэ, Баяндэлгэр, Баян, Сэргэлэн и Алтанбулаг Центрального аймака; Норовлин и Баян-Овоо Хэнтэйского аймака существуют роды цээжин, западные и восточные цээжин, цээжид, цээжиүд (цээжинүүд) и цээжи, названия которых являются вариациями произношения таких названий, как шижин, шэжин, шижинүд, шижид (шээжид). Эти модификации встречаются в местах проживания баргутов и бурят Восточной Монголии, на что следует обратить особо пристальное внимание. Шижин в значительной степени смешались с баргутами и бурятами. В составе баргутов отмечен род сээзэнгүүд (сээжингүүд).
Некоторая часть шижин ещё до XVII в. перекочевала на запад и вошла в состав хотогойтов, а впоследствии стала одним из шести хотогойтских отоков. В период подавления антиманьчжурского восстания Чингунжава, когда Цины расчленили эти отоки, большая часть рода шижинүүд попала в хошун Дүүрэгч дзасака Дзасагтухановского аймака. В 1930-х гг., когда в МНР была проведена административная реформа, на территории старого хошуна Эрдэнэ Дүүрэгч-вана был образован баг цээжинүүд. Его жители являются потомками древнего рода шижинүүд.